# Vréa Litama
Vréa Litama (ou Vor Litama, en arabe : فرع ليتام) est une commune rurale du sud de la Mauritanie, située dans le département de Maghama de la région de Gorgol.

## Géographie
La commune de Vréa Litama est située au sud dans la région de Gorgol et elle s'étend sur 286 km2.
Elle est délimitée au nord par les communes de Beilouguet Litame et de Edbaye Ehl Guelaye, à l’est par les communes d'Ajar et d'Arr, au sud par la commune de Toulel, à l'ouest par la commune de Maghama.

## Histoire
Vréa Litama a été érigée en commune par l'ordonnance du 20 octobre 1987 instituant les communes de Mauritanie.

## Démographie
Lors du Recensement général de la population et de l'habitat (RGPH) de 2000, Vréa Litama comptait 2 319 habitants.
Lors du RGPH de 2013, la commune en comptait 4 639, soit une croissance annuelle de 5,8 % sur 13 ans.

## Économie
L'agriculture est au centre de l'économie de Vréa Litama, comme quasiment toutes les communes de la région. Mais cette économie est fragile car elle rencontre des obstacles à son développement, notamment les conditions climatiques ou le manque de moyens des agriculteurs. Pour faire face à ces obstacles, l'état ou différentes ONG financent des projets qui améliorent les conditions de vie des habitants.